# Sork Ale
Le Sork Ale est un volcan d'Éthiopie.